# Mansfield Park
Mansfield Park é um romance da escritora britânica Jane Austen, publicado pela primeira vez em 1814.
Conta a história de Fanny Price, uma jovem de uma família de poucas posses criada desde os 10 anos de idade por seus tios ricos em Mansfield Park. 

## Personagens
- Fanny Price - vinda de uma família pobre, vai morar com seus tios e primos com 10 anos de idade, em Mansfield Park, como uma forma de caridade feita pelos tios. Sempre muito solitária e modesta, costuma ser tratada mal e colocada em seu "lugar".

- Edmund Bertram - bondoso e o que possui melhor coração entre os irmãos, é o filho homem mais novo.

- Maria Bertram - muito vaidosa e pretensiosa, é a filha mulher mais velha.

- Julia Bertram - muito vaidosa, mas por ser menos bonita que a irmã, é um pouco mais simpática. Segue sua irmã por todos os lados.

- Tom Bertram - filho mais velho e futuro herdeiro de Mansfield Park, abusa das festas e bebidas e vive com dívidas.

- Mrs Norris - viúva e responsável pela ida da Fanny a Mansfield Park, não possui apreço pela mesma.

- Sir Thomas Bertram - possui uma alta renda e é proprietário de Mansfield Park, uma bela propriedade. Tem boas intenções, porém é um pai autoritário e não muito próximo.

- Lady Bertram - casada com Sir Thomas, costuma ser preguiçosa e um pouco neurótica com a saúde.

- Mary Crawford - possui uma grande fortuna e está à procura de um marido[3]. Bela e charmosa, mas muito egoísta.

- Henry Crawford - irmão de Mary, é igualmente charmoso, porém mais maldoso que a irmã.

- William Price - irmão de Fanny, trabalha na marinha e trata a irmã com imenso carinho, compartilhado pela mesma.

- Mr. Rushworth - noivo de Maria, costuma fazer comentários bobos.

## Imperialismo emMansfield Park
Desde a publicação por Edward W. Said do ensaio “Jane Austen e o Império”, em 1993, no livro Cultura e Imperialismo, o romance Mansfield Park, de Jane Austen, tem sido objeto de análises críticas que investigam suas referências ao imperialismo britânico.

### Edward Said e a representação do imperialismo no romance
No ensaio “Jane Austen e o Império”, Said propõe uma releitura de obras “clássicas” da literatura ocidental, incluindo Mansfield Park, para demonstrar como esses romances contribuíram para a naturalização do pensamento colonial europeu. Segundo ele, o Império Britânico, no contexto do século XIX, é retratado de modo periférico, como parte do cenário, mas sem nome, agência ou aprofundamento narrativo.
Said argumenta que o sistema colonial requeria uma base ideológica que legitimasse a dominação europeia, muitas vezes construída por meio da cultura e da moralidade. Assim, os romances, ainda que não sejam a causa direta do imperialismo, colaboram para sua aceitação como algo natural.
Para Said, Austen escreve para um público europeu, ignorando os efeitos da colonização sobre os sujeitos colonizados. No entanto, a breve menção a Antígua, colônia onde estão localizadas as plantations que sustentam a fortuna da família Bertram, é suficiente para revelar a conexão entre o conforto doméstico inglês e o sistema escravista colonial.
A viagem do Sr. Thomas Bertram a Antígua, para resolver problemas relacionados à propriedade, coincide com o auge do descontrole moral entre os jovens de Mansfield Park. Para Said, a figura do patriarca colonial é apresentada como essencial à manutenção da ordem doméstica e imperial, funcionando como uma metáfora da autoridade do Império Britânico.

### Diferentes interpretações
A leitura de Said, embora pioneira nos estudos pós-coloniais, foi debatida por diversos autores. Faith Baron, em sua tese de 2006, argumenta que Said desconsidera a posição social de Austen como mulher solteira e escritora em um contexto patriarcal. Para Baron, Austen utiliza a propriedade rural como uma metáfora das dinâmicas de dominação colonial e patriarcal e, assim, realiza uma crítica indireta tanto ao império britânico quanto à opressão de gênero.
A personagem Fanny Price, frequentemente criticada por sua aparente passividade, é interpretada por estudiosos como reflexo de uma lógica econômica colonial: seu “valor” é atribuído à docilidade e à conformidade com as normas patriarcais. Seu “final feliz” depende da aceitação da autoridade do Sr. Bertram e da estabilidade da ordem social representada pela propriedade.
Segundo Baron, a harmonia final do romance não decorre de um progresso moral genuíno dos personagens, mas da substituição de figuras rebeldes por outras mais submissas — uma alegoria da manutenção da ordem social e colonial.